# Kirat Karo
Kirat Karo est un des Trois Piliers du Sikhisme avec Naam Japna et Vand Chakko. Ces deux mots signifient qu'il faut gagner sa vie en étant honnête, en suivant le fil d'une vie pure et dévouée au Waheguru, (à Dieu), et cela en utilisant au mieux ses compétences et talents dans le but d'améliorer sa propre individualité mais aussi sa famille et la société dans un sens large. Ce concept religieux induit de se donner à son travail dans la détermination intellectuelle et physique, sans paresse. Simran qui est le dévouement à Dieu et non à son propre ego vient ajouter à Kirat Karo une réelle volonté d'aider son prochain par le travail.
Dans les textes fondateurs du sikhisme, le Guru Granth Sahib, Guru Arjan dit : « Ceux qui ont médité sur le Naam, le nom du Seigneur, et rentrent après avoir travaillé à la sueur de leur front, O Nanak, ont des visages radieux devant la cour du Seigneur, et, beaucoup seront sauvés avec eux ! ».
Le travail dans l'honnêteté fait partie des bonnes actions, de la maîtrise de soi voulues par les Gurus sikhs afin d'améliorer son karma.

## Source
- Kirat Karo dans wikipédia en anglais.